# 麻生警察署
麻生警察署（あさおけいさつしょ）は、神奈川県警察が管轄する警察署の一つである。
川崎市警察部隷下、第三方面に属する小規模警察署であり、署長は警視が担当する。識別章所属表示はSH。
川崎市内で最も歴史の新しい警察署である。管轄区域は比較的高級住宅が建ち並ぶ閑静な住宅街が多い一方、緑豊かな丘陵地帯も残る、人口およそ18万人が暮らす川崎市麻生区全域である。

## 所在地
- 川崎市麻生区古沢86番地の1
  - 最寄駅：小田急小田原線・多摩線 新百合ヶ丘駅

## 管轄区域
- 川崎市麻生区
  - 管轄面積：23.11km2

## 沿革
- 1987年（昭和62年）4月1日 - 多摩警察署の管轄区域を分割し、神奈川県49番目の警察署として開設。
- 2024年（令和6年）5月24日 - 東柿生駐在所を川崎市麻生区下麻生2丁目34番1号から同町33番8号に新築移転。

## 組織
- 署長（警視）
- 副署長（警視）
- 警務課 - 警務係、住民相談係、管理係
- 会計課 - 会計係
- 生活安全課 - 防犯少年係、経済保安係
- 地域課（警ら用無線自動車3台、小型警ら車2台） - 地域企画係、地域第一係、地域第二係、地域第三係
- 刑事課 - 強行犯係、知能犯係、盗犯係、鑑識係、組織犯罪対策係
- 交通課 - 交通総務係、交通捜査係、交通指導係
- 警備課 - 警備係

（7課体制）
※「神奈川県警察の組織に関する規則（昭和44年神奈川県公安委員会規則第2号）」を参考にした。

## 交番・駐在所
- 細山交番　麻生区細山2丁目8番12号
- 百合丘交番　麻生区百合丘1丁目18番地1号
- 新百合ヶ丘駅前交番　麻生区上麻生1丁目21番1号
- 王禅寺交番　麻生区王禅寺西1丁目46番7号
- 南王禅寺交番　麻生区王禅寺東3丁目26番8号
- 柿生交番　麻生区上麻生5丁目6番5号
- 栗平駅前交番　麻生区栗平2丁目1番5号
- 岡上駐在所　麻生区岡上3丁目5番12号
- 東柿生駐在所　麻生区下麻生2丁目33番8号

## 備考
- 管轄区域が東京都と隣接していることから、しばしば警視庁と相互の緊急配備や事件手配が行われ、その訓練も行われている。
- 麻生区岡上において事件事故が発生した場合、当署の捜査車両は東京都町田市内を通過走行する。

## 不祥事
- 1994年（平成6年）：窃盗罪で逮捕・拘束した被疑者が、護送時に警察官が離れた隙に車を盗み逃亡、テレビカメラが再び逮捕するまでの瞬間を生中継した。